# Amiloidose renal familiar
A amiloidose renal familiar é uma forma de amiloidose do tipo Familiar AF, doenças dos rins, causada pela superprodução de proteína prealbumina, o depósito desta substância nos rins compromete o seu funcionamento. Alguns paciente portadores de Febre Familiar do Mediterrâneo podem desenvolver este tipo de amiloidose.
Ver também
- Amiloidose renal